# Ozero Svidno
Ozero Svidno (ryska: Озеро Свидно) är en sjö i Belarus.   Den ligger i voblasten Vitsebsks voblast, i den norra delen av landet, 130 km norr om huvudstaden Minsk. Ozero Svidno ligger 143 meter över havet. Arean är 0,71 kvadratkilometer. Den sträcker sig 1,0 kilometer i nord-sydlig riktning, och 1,1 kilometer i öst-västlig riktning.
I omgivningarna runt Ozero Svidno växer i huvudsak blandskog. Runt Ozero Svidno är det ganska glesbefolkat, med 22 invånare per kvadratkilometer.